# Temporada 1962-63 de Los Angeles Lakers
La temporada 1962-63 fue la decimoquinta de los Lakers en la NBA, la tercera en su nueva ubicación en Los Ángeles, California. La temporada regular acabó con 53 victorias y 27 derrotas, ocupando el primer puesto de la División Oeste, clasificándose para los playoffs, en los que llegarían a las Finales, donde caerían derrotados por segundo año consecutivo por los Boston Celtics.

## Elecciones en elDraft
| Ronda | Puesto | Jugador        | Posición  | Nacionalidad   | Universidad   |
| ----- | ------ | -------------- | --------- | -------------- | ------------- |
| 1     | 8      | Leroy Ellis    | Ala-Pívot | Estados Unidos | St. John's    |
| 2     | 17     | Gene Wiley     | Pívot     | Estados Unidos | Wichita State |
| 3     | 26     | John Green     |           | Estados Unidos | UCLA          |
| 4     | 35     | Jan Loudermilk |           | Estados Unidos | SMU           |
| 8     | 70     | Bill Garner    | Pívot     | Estados Unidos | Portland      |

## Temporada regular
| División Oeste         | División Oeste | División Oeste | División Oeste | División Oeste | División Oeste | División Oeste | División Oeste | División Oeste |
| Equipo                 | G              | P              | %              | PD             | Casa           | Fuera          | Neutral        | Div            |
| ---------------------- | -------------- | -------------- | -------------- | -------------- | -------------- | -------------- | -------------- | -------------- |
| x-Los Angeles Lakers   | 53             | 27             | .663           | –              | 27–7           | 20–17          | 6–3            | 33–13          |
| x-St. Louis Hawks      | 48             | 32             | .600           | 5              | 30–7           | 13–18          | 5–7            | 29–17          |
| x-Detroit Pistons      | 34             | 46             | .425           | 19             | 14–16          | 8–19           | 12–11          | 19–27          |
| San Francisco Warriors | 31             | 49             | .388           | 22             | 13–20          | 11–25          | 7–4            | 18–28          |
| Chicago Zephyrs        | 25             | 55             | .313           | 28             | 17–17          | 3–23           | 5–15           | 13–27          |

## Playoffs

### Finales de División
Los Angeles Lakers - St. Louis Hawks
| Fecha       | Partido                                     | Ciudad      |
| ----------- | ------------------------------------------- | ----------- |
| 31 de marzo | Los Angeles Lakers 112, St. Louis Hawks 104 | Los Ángeles |
| 2 de abril  | Los Angeles Lakers 101, St. Louis Hawks 99  | Los Ángeles |
| 4 de abril  | St. Louis Hawks 125, Los Angeles Lakers 112 | St. Louis   |
| 6 de abril  | St. Louis Hawks 124, Los Angeles Lakers 114 | St. Louis   |
| 7 de abril  | Los Angeles Lakers 123, St. Louis Hawks 96  | Los Ángeles |
| 9 de abril  | St. Louis Hawks 121, Los Angeles Lakers 113 | St. Louis   |
| 11 de abril | Los Angeles Lakers 115, St. Louis Hawks 100 | Los Ángeles |
|             | Los Angeles gana las series 4-3             |             |

### Finales de la NBA
Boston Celtics - Los Angeles Lakers
| Fecha       | Partido                                    | Ciudad      |
| ----------- | ------------------------------------------ | ----------- |
| 14 de abril | Boston Celtics 117, Los Angeles Lakers 114 | Boston      |
| 16 de abril | Boston Celtics 113, Los Angeles Lakers 106 | Boston      |
| 17 de abril | Los Angeles Lakers 119, Boston Celtics 99  | Los Ángeles |
| 19 de abril | Los Angeles Lakers 105, Boston Celtics 108 | Los Ángeles |
| 21 de abril | Boston Celtics 119, Los Angeles Lakers 126 | Boston      |
| 24 de abril | Los Angeles Lakers 109, Boston Celtics 112 | Los Ángeles |
|             | Boston gana las finales 4-2                |             |

## Estadísticas
| Rk | Jugador         | Edad | P  | PT | MP   | TC   | TCI  | %TC  | 3P | 3PI | %3P | 2P   | 2PI  | %2P  | TL  | TLI | %TL  | RO | RD | RT   | AS  | RB | TAP | BP | FP  | PTS  |
| 1  | Elgin Baylor    | 28   | 80 |    | 42.1 | 12.9 | 28.4 | .453 |    |     |     | 12.9 | 28.4 | .453 | 8.3 | 9.9 | .837 |    |    | 14.3 | 4.8 |    |     |    | 2.8 | 34.0 |
| 2  | Jerry West      | 24   | 55 |    | 39.3 | 10.2 | 22.1 | .461 |    |     |     | 10.2 | 22.1 | .461 | 6.7 | 8.7 | .778 |    |    | 7.0  | 5.6 |    |     |    | 2.7 | 27.1 |
| 3  | Rudy LaRusso    | 25   | 75 |    | 33.4 | 4.3  | 10.1 | .422 |    |     |     | 4.3  | 10.1 | .422 | 3.8 | 5.2 | .718 |    |    | 10.0 | 2.5 |    |     |    | 3.4 | 12.3 |
| 4  | Dick Barnett    | 26   | 80 |    | 31.8 | 6.8  | 14.5 | .471 |    |     |     | 6.8  | 14.5 | .471 | 4.3 | 5.3 | .815 |    |    | 3.0  | 2.8 |    |     |    | 2.4 | 18.0 |
| 5  | Frank Selvy     | 30   | 80 |    | 29.6 | 4.0  | 9.3  | .424 |    |     |     | 4.0  | 9.3  | .424 | 2.4 | 3.4 | .714 |    |    | 3.6  | 3.5 |    |     |    | 1.9 | 10.3 |
| 6  | Jim Krebs       | 27   | 79 |    | 24.2 | 3.4  | 7.9  | .434 |    |     |     | 3.4  | 7.9  | .434 | 1.5 | 1.9 | .747 |    |    | 6.4  | 1.1 |    |     |    | 3.2 | 8.3  |
| 7  | Leroy Ellis     | 22   | 80 |    | 20.4 | 2.8  | 6.6  | .419 |    |     |     | 2.8  | 6.6  | .419 | 1.7 | 2.5 | .658 |    |    | 6.5  | 0.6 |    |     |    | 2.4 | 7.2  |
| 8  | Gene Wiley      | 25   | 75 |    | 19.8 | 1.5  | 3.1  | .462 |    |     |     | 1.5  | 3.1  | .462 | 0.3 | 0.9 | .338 |    |    | 6.7  | 0.5 |    |     |    | 2.4 | 3.2  |
| 9  | Hot Rod Hundley | 28   | 65 |    | 12.1 | 1.4  | 4.0  | .336 |    |     |     | 1.4  | 4.0  | .336 | 1.3 | 1.8 | .706 |    |    | 1.6  | 2.3 |    |     |    | 1.2 | 4.0  |
| 10 | Howie Jolliff   | 24   | 28 |    | 10.5 | 0.5  | 2.0  | .273 |    |     |     | 0.5  | 2.0  | .273 | 0.2 | 0.3 | .667 |    |    | 2.2  | 0.7 |    |     |    | 1.8 | 1.3  |
| 11 | Ron Horn        | 24   | 28 |    | 10.3 | 1.0  | 2.9  | .329 |    |     |     | 1.0  | 2.9  | .329 | 0.7 | 1.0 | .690 |    |    | 2.5  | 0.4 |    |     |    | 1.6 | 2.6  |

## Galardones y récords
| Jugador      | Galardón                 |
| Elgin Baylor | Mejor quinteto de la NBA |
| Jerry West   | Mejor quinteto de la NBA |